# Řád republiky (Moldavsko)
Řád republiky (rumunsky: Ordinul Republicii) je nejvyšší vyznamenání Moldavské republiky. Založen byl v roce 1992 a udílen je prezidentem Moldavska za výjimečné zásluhy ve všech oblastech, které přináší prospěch Moldavsku i lidstvu obecně.

## Historie
Řád byl založen dne 30. července 1992 zákonem č. 1123 O státní vyznamenáních Moldavské republiky.

## Pravidla udílení
Udílen je prezidentem republiky za mimořádné zásluhy ve všech oblastech lidské činnosti, které přináší prospěch Moldavské republice a lidstvu obecně. Udělen může být občanům Moldavska, cizím státním příslušníkům a osobám bez státní příslušnosti, stejně jako firmám, institucím, organizacím a kolektivům. Udělen může být i posmrtně. Udílen je v jediné třídě rytíře.
Rytíři řádu mohou řádové insignie používat jako nedílné součásti svých pečetí a vizitek. Společnosti, instituce, organizace, tvůrčí týmy a vojenské jednotky mají právo užívat zobrazení řádové insignie v záhlaví oficiálních dokumentů a formulářů.
Po smrti vyznamenaného zůstávají řádové insignie jeho dědicům.

## Insignie
Řádový odznak má tvar pozlacené stříbrné osmicípé hvězdy. Uprostřed je kulatý bíle smaltovaný medailon s vyobrazením státního znaku Moldavska. Státní znak je zlatý se štítem pokrytým červeným a modrým smaltem. Průměr odznaku je 45 mm. K řádovému řetězu je připojen jednoduchým kroužkem.o průměru 10 mm Řetěz se skládá ze šesti článků ve tvaru státního znaku, osmi článků ve tvaru hvězdy a 16 článků ve tvaru vavřínových větviček. Jednotlivé články jsou mezi sebou spojeny kroužky. Délka řetězu je 80 cm.
Do roku 2005 nebyl řádový odznak zavěšen na řetězu. Zavěšen byl na stuze v barvách státní vlajky. Stuha byla široká 20 mm a tvořily ji tři stejně široké pruhy v barvě modré, žluté a červené. Délka stuhy byla 85 cm.

## Kontroverze

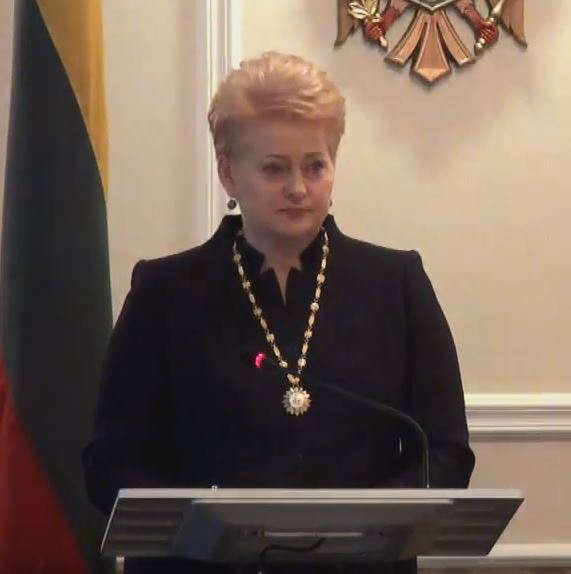
Litevská prezidentka Dalia Grybauskaitė s moldavským Řádem republiky kolem krku.

Udělení řádu některým osobám vyvolalo kritiku veřejnosti. Zvláštní pozornost byla věnována vyznamenání bývalého prvního tajemníka Ústředního výboru Komunistické strany Ivana Bodiula prezidentem Vladimirem Voroninem. Stejný prezident vyznamenal také několik dalších osob, která později čelily trestnímu vyšetřování.
Kritizováno bylo udělení řádu i některým zahraničním prezidentům. Například vyznamenání litevské prezidentky Grybauskaitė bylo kritizováno prorusky smýšlející částí veřejností, naopak vyznamenání běloruského prezidenta Lukašenka bylo kritizováno proevropsky smýšlející částí veřejnosti.